# Refinería de petróleo
Una refinería o destilería de petróleo es un tipo de refinería diseñada para procesar y refinar el petróleo, obteniendo de él diversos derivados, como el gasóleo o el queroseno, entre otros. 
Para obtener estos productos se emplea un método llamado destilación fraccionada, que consiste en calentar el petróleo a diferentes temperaturas para obtener sus derivados.

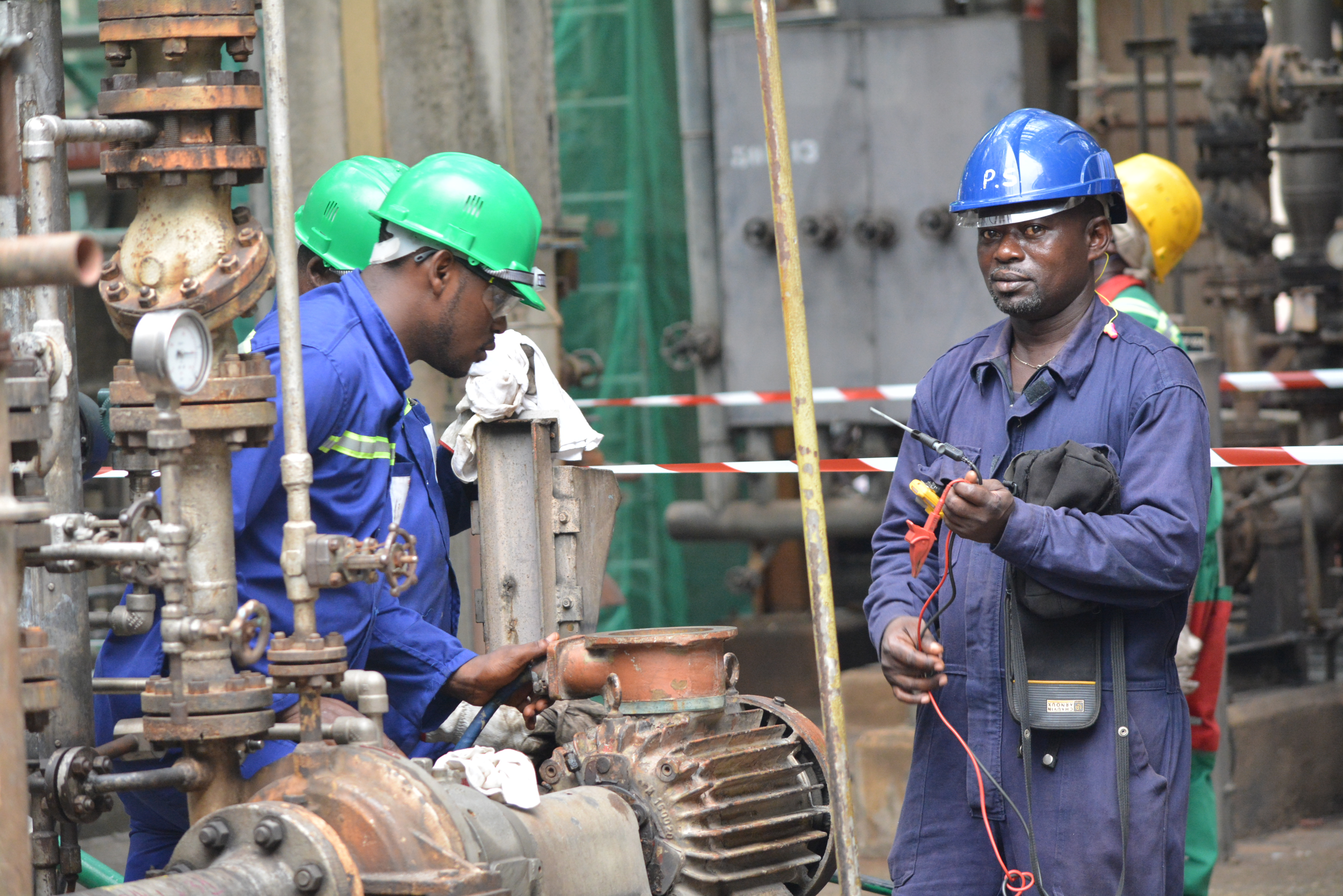
Mantenimiento por mecánicos en una refinería de petróleo de Camerún.

## Principales empresas petroleras

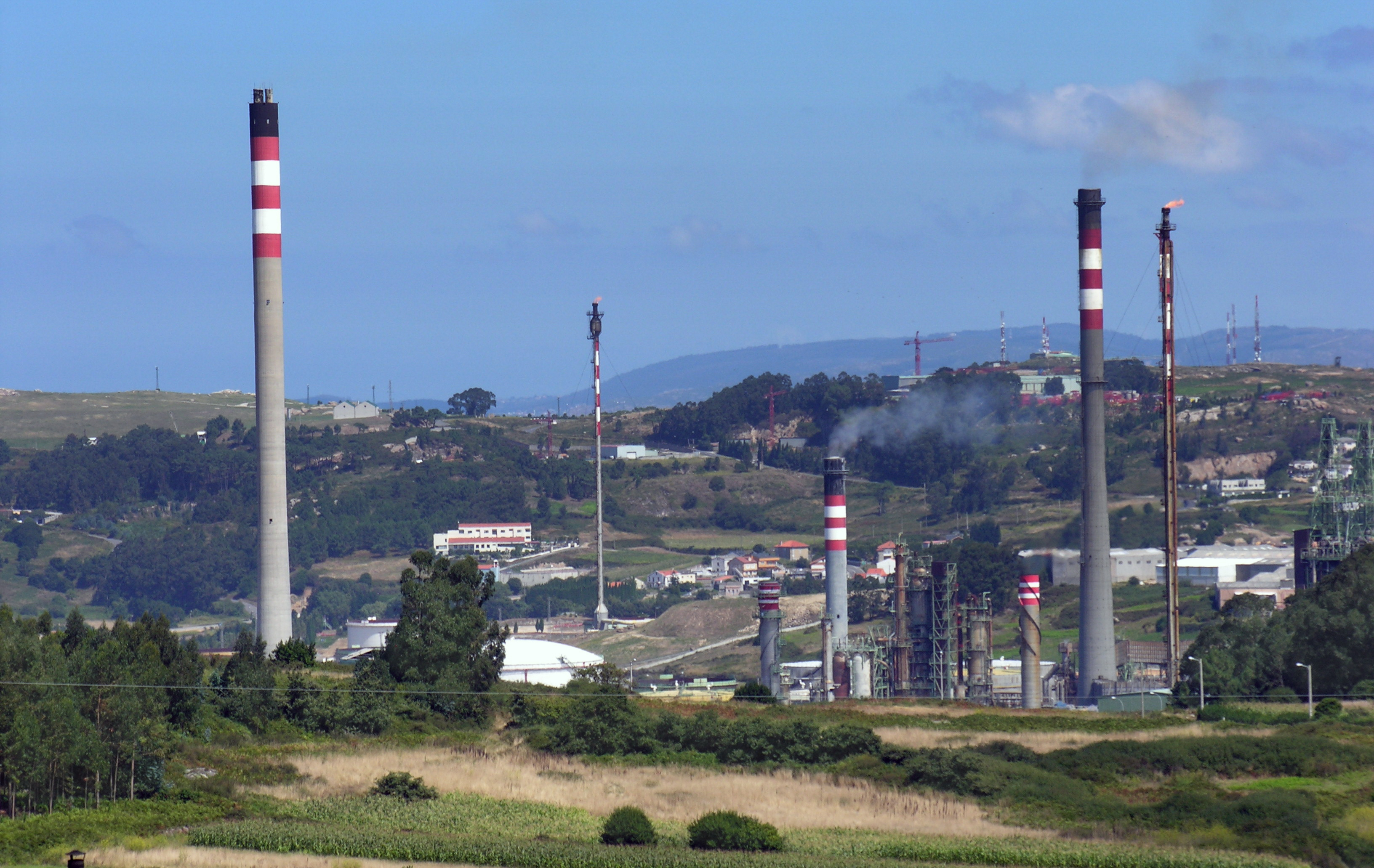
Refinería en La Coruña, Galicia, España.

Podemos distinguir entre las empresas privadas y las de propiedad estatal.
En 2015, entre las petroleras privadas más importantes se encuentran: ExxonMobil (EE. UU.), BP (Reino Unido), Shell (Países Bajos y Reino Unido), TotalEnergies (Francia) y Ente Nazionale Idrocarburi (Italia), siendo más conocida fuera de Italia su marca comercial Agip.
Entre las empresas de propiedad estatal podemos mencionar: PDVSA (Venezuela) YPF (Argentina), Petroleos Mexicanos (México), Gazprom (Rusia), NIOC (Irán), Petrobras (Brasil), Ecopetrol (Colombia), Petronas (Malasia), PetroChina (China), ENAP (Chile), Saudi Aramco (Arabia Saudita), etc.

## Historia de las refinerías
Desde finales de la década de 1990 hasta 2003 se ha producido una concentración de empresas multinacionales, con las fusiones de Exxon con Mobil, de Chevron Corporation con Texaco, la compra de Amoco y Arco por BP, la unión de Phillips Petroleum Company con Conoco.
En 2012 el Gobierno de Argentina expropió la Repsol YPF y recuperó la YPF aunque en 2023 un tribunal de arbitraje internacional condenó al gobierno argentino a pagar una indemnización a Repsol por la expropiación.
Todas estas fusiones estuvieron motivadas por la necesidad de reducir costes, dado el bajo precio del petróleo y los bajos márgenes de refinar que había entonces.

## Estructura de una refinería

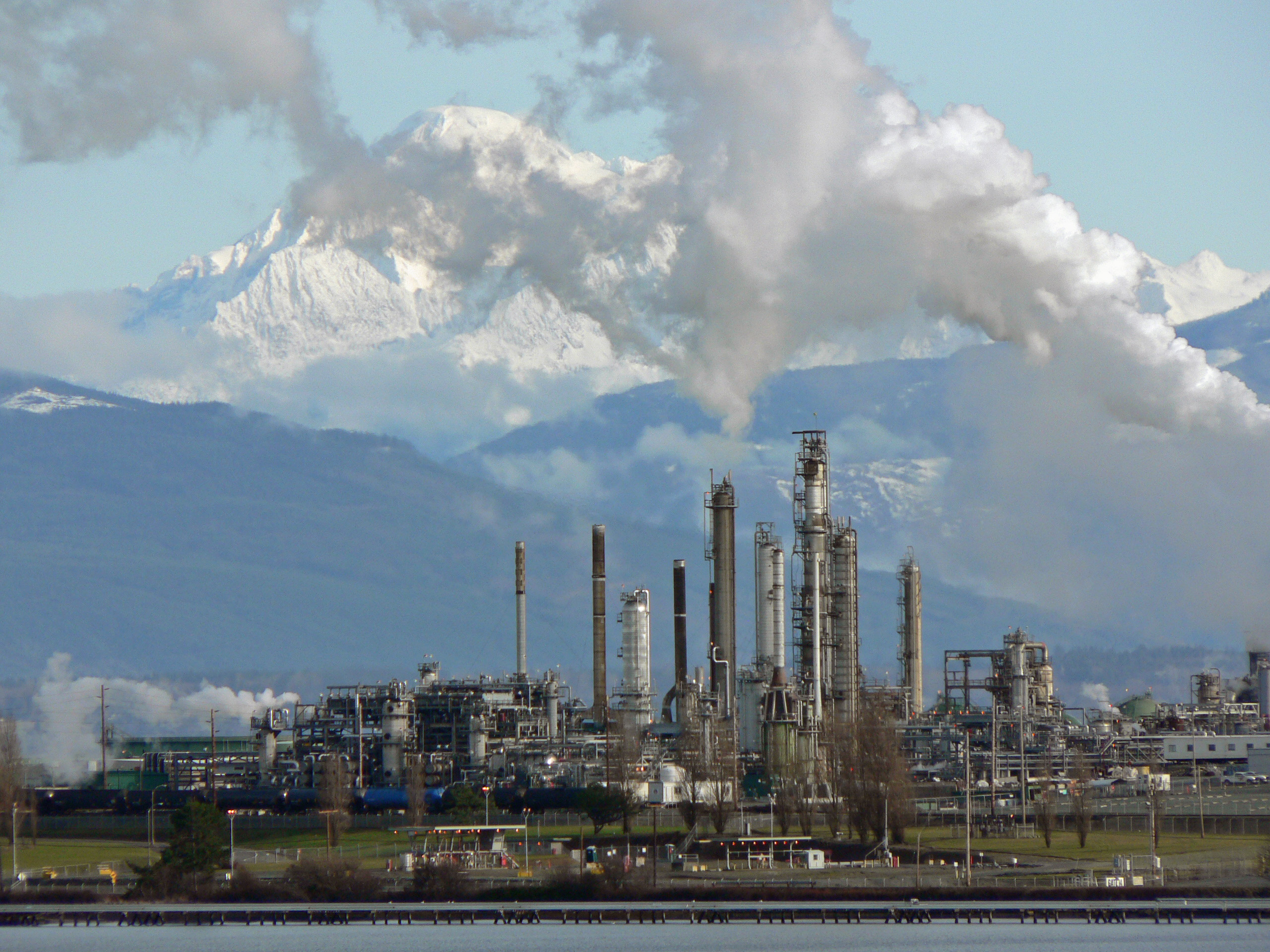
Refinería en Estados Unidos.

Hay más de 600 refinerías instaladas en el mundo [cita requerida] que producen diariamente más de 13 millones de metros cúbicos de productos refinados [cita requerida]. Cada refinería tiene una economía particular que genera una configuración de plantas instaladas, lo que le da características operativas específicas. La economía en una refinería está determinada principalmente por su ubicación, su antigüedad, la posibilidad de conseguir inversiones, los petróleos crudos de que dispone, la demanda de productos (de los mercados locales y/o de exportación), los requisitos de calidad de los productos, la legislación, los estándares ambientales y los requisitos del mercado [cita requerida].
Para saber si sus operaciones son las adecuadas, las refinerías realizan estudios comparativos de performance (benchmarking).
En los países que disponen de costas, las destilerías preferentemente se instalan allí, para ahorrar gastos de transporte y construcción de oleoductos [cita requerida].

### Refinería simple

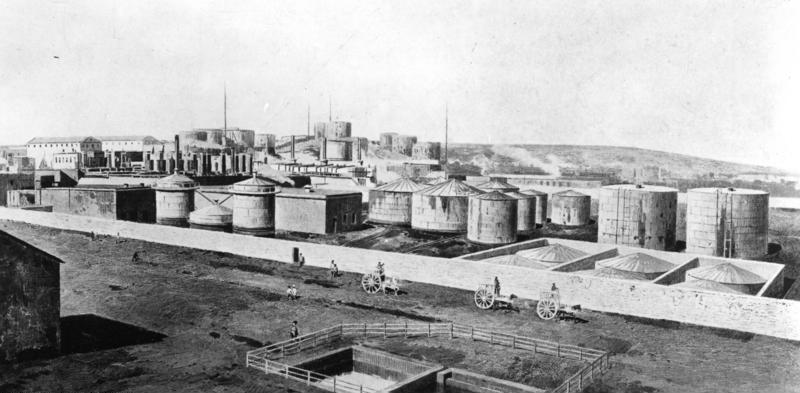
Refinería en Bakú en 1912.

Las primeras refinerías estaban formadas solamente por una única unidad: la destilación atmosférica.
Esta práctica ya no es económicamente viable y las refinerías más simples incluyen además unidades anexas de desulfuración y de conversión, así como una destilación al vacío. Una refinería que comprende solo estas unidades se describe como  hydroskimming Refinery  en inglés. Prácticamente no existen.
Las refinerías modernas incluyen además de las unidades anteriores, unidades de conversión (craqueo) que permiten la transformación de las fracciones más pesadas del petróleo cuyo precio es menos atractivo y que sólo puede ser utilizado en plantas industriales específicas, en fracciones más ligeras que puedan formar parte de un combustible ordinario (diésel, queroseno o gasolina).

### Refinería compleja
Las refinerías complejas pueden tener, además de las unidades anteriores, otras unidades de los cuales los más comunes son:
- El craqueo catalítico o  (FCC Fluid Catalytic Cracking)
- La viscorreducción ( reducción de viscosidad )
- La isomerización,
- La polimerización,
- El craqueo a vapor, o Steam Cracking,
- La coque (coking).

En este caso, decimos que es una conversión profunda (deep conversion). Estas técnicas se utilizan cada vez más, debido a la evolución del mercado: los crudos en el mercado tienden a ser cada vez más pesados, mientras que la demanda se mueve hacia el extremo contrario. El mercado de los crudos pesados se reduce (en parte porque a menudo se sustituyen por gas natural) mientras que el consumo de combustible para automóviles sigue creciendo.

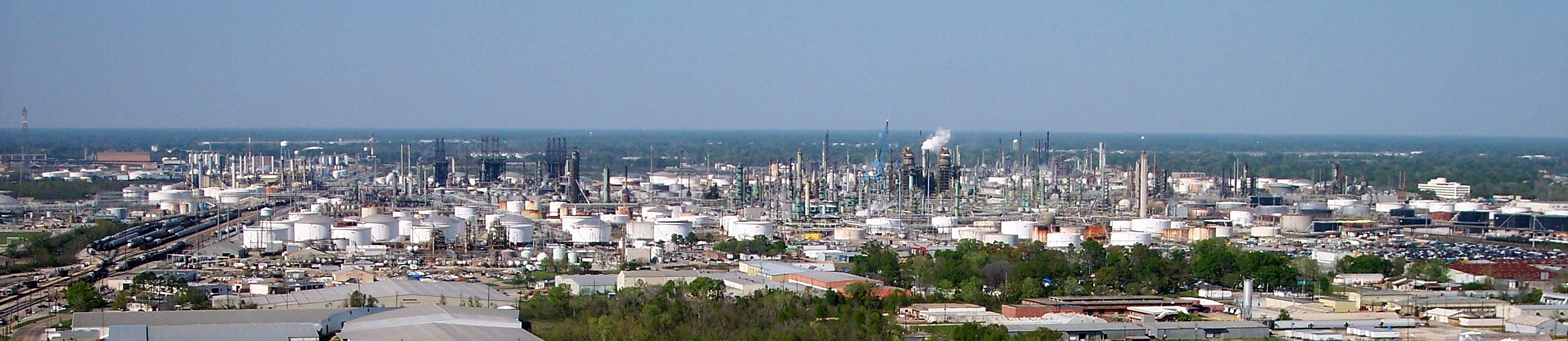
Refinería de ExxonMobil en Baton Rouge (una de las más grandes en explotación en el mundo)

## Las unidades de refino
Cada unidad de refino cuenta con un proceso industrial que por lo general se ejecuta mediante una operación física o química simple.
El número de tipos de unidades y procesos utilizados por la industria del refinado es muy alta (alrededor de 200). Por lo tanto, no es cuestión de revisar todas.

### Composición
La composición inicial del crudo depende de su fuente; que influirá fuertemente en la forma en que se procesa. La gasolina ha sido durante mucho tiempo la parte más valorada del crudo: se tiene, por tanto, tendencia a preferir el crudo ligero, que fácilmente da lugar a productos de alto octanaje. En cambio, los crudos pesados que contienen más compuestos de cadena larga (que se encuentran en el betún), están peor valorados y requieren tratamientos adicionales para romper sus moléculas y hacerlos vendibles. Las impurezas como el azufre (H2 S, mercaptanos) son particularmente poco deseadas, por lo que están sujetas a tratamientos específicos adicionales, que se suman al coste del tratamiento.
- La fórmula general de los hidrocarburos saturados es C n H 2n + 2 , en el que el índice n es el número de átomos de carbono contenidos en la molécula.

- La fórmula general de los hidrocarburos insaturados con un enlace doble es CnH2n, en el que el índice n representa el número de átomos de carbono contenidos en la molécula. Ejemplo: el etileno C  2  H  4  .

- La fórmula general de hidrocarburos insaturados con un enlace triple es C  n  H  2n-2 , en el que el índice n representa el número de átomos de carbono contenidos en la molécula. Ejemplo: el acetileno C  2  H 2 .

Comprar el petróleo crudo en un mercado global debe responder en mayor o menor medida a las expectativas de los requisitos de refino. El crudo bruto, como se dijo antes, es una mezcla de varios cientos de productos diferentes, desde el gas metano hasta residuos de alquitrán que tienen diferentes características fisicoquímicas. Como tal, se usa muy poco porque solo es bueno para quemar en una lámpara de petróleo. Con el fin de separar estos productos y hacer que los productos sean realmente utilizables se emplean métodos físico-químicos que se llaman en general refino.
Hay varios tipos de crudo:
- parafínico
- nafténico
- aromático

que pueden ser:
- SELV (muy bajo contenido de azufre)
- BTS (bajo contenido de azufre)
- MTS (contenido medio de azufre)
- HTS (alto contenido de azufre)
- Thts (alto contenido de azufre)

Las unidades de procesamiento no siempre son apropiadas para el tratamiento de todos estos crudos porque su construcción no está diseñada para abarcar toda la gama.

### Destilación
La destilación es un método para separar diferentes componentes de una mezcla líquida según su punto de ebullición. Cuando se calienta un líquido consistente en varios productos, el vapor que se escapa al principio de la destilación comprende la mayor parte de los productos más volátiles, empobreciéndose por lo tanto la mezcla inicial. Este vapor se recoge, y tras el enfriamiento, vuelve a su forma líquida: el líquido se vuelve a enriquecer con los componentes más volátiles, pero no es puro todavía.
El crudo está constituido por una mezcla muy grande de productos; por lo tanto, no se trata de obtener productos puros, sino más bien "cortes", es decir mezclas más simples consistentes en productos con características homogéneas, que posteriormente se someten a un tratamiento adaptado a sus familias, para la fabricación de un determinado producto. Por lo tanto es esencial la operación inicial que sufre el crudo cuando llega a la refinería.

#### Destilación atmosférica
| Nombre  | T Eb °C    | Fórmula |
| ------- | ---------- | ------- |
| metano  | -161. 4 °C | CH4     |
| etano   | -88. 6 °C  | C2H6    |
| propano | -42. 2 °C  | C3H8    |
| butano  | -0. 5 °C   | C4H10   |
| pentano | 36. 3 °C   | C5H12   |
| hexano  | 69 °C      | C6H14   |

Separación de los principales componentes por destilación

La destilación atmosférica se llama así porque se lleva a cabo a presión atmosférica. La totalidad del producto pasa a través de este proceso. Se lleva a cabo en la unidad más importante de la refinería, y determina su capacidad máxima.
Cada hidrocarburo puro tiene características químicas y físicas específicas. La tabla anexa muestra la temperatura de ebullición de los alcanos lineales ligeros, muy comunes en el crudo, independientemente de su procedencia.
El refino consiste en utilizar primero las características físicas de cada componente contenido en la mezcla tales como la temperatura de ebullición para separar y extraer las fracciones primarias.
Esta operación se denomina destilación. Al igual que en el destilador, el crudo se calienta en una columna cerrada llamada columna de destilación atmosférica y gracias a la diferencia en la temperatura de ebullición de los componentes presentes y con la vaporización de las fracciones más o menos ligeras se recogen en los diversos niveles de la columna las fracciones de productos ligeros, intermedios, medios y pesados.
La destilación atmosférica se realiza en una columna que tiene un número determinado de bandejas perforadas y provistas de válvulas, generalmente de 30 a 50 bandejas, lo que resulta en una "destilación fraccionada". Después de esta primera destilación, la parte residual se envía a otra columna de menor altura y que tienen un menor número de placas llamada columna de destilación al vacío.
De hecho, esta fracción residual, llamada "residuo atmosférico" contiene hidrocarburos con cadenas largas y estas cadenas son mucho más frágiles, por lo tanto existe gran probabilidad de que se puedan dividir en varias partes de forma aleatoria si continúa el calentamiento a presión atmosférica.
Para evitar este tipo de cadenas de cortes no deseados, se hace la separación de los productos de este residuo atmosférico bajo un vacío relativo que corresponde a una presión de aproximadamente 40 mm Hg (la presión atmosférica corresponde a 760 mm de mercurio). Este vacío relativo disminuye la temperatura de ebullición de los componentes, por lo que se aplica menos calor a estos productos.
Como se mencionó anteriormente, el crudo es una mezcla de hidrocarburos, y la destilación atmosférica no trata de separar sustancias puras, sino sólo separar el crudo en fracciones. También es la primera etapa en el procesamiento de petróleo.
Así es el proceso con más detalle:
El crudo que llega pasa través de un primer tren de intercambiadores para ser calentado a la temperatura adecuada (alrededor de 110 °C), también se desala en una unidad de "desalado", donde, mediante la adición de agua y un campo electrostático, el crudo es descargado de su sal.
El crudo pasa a continuación a un segundo tren de intercambiadores, y luego por un horno donde la temperatura se eleva a aproximadamente 360 °C. A continuación, entra en la columna de fraccionamiento por primera vez la (torre de destilación atmosférica). Es una columna de bandejas equipadas con tapas y válvulas.
El crudo llega a una presión elevada y la columna está a presión atmosférica por lo que se produce una liberación repentina de los productos involucrados llamada "flash".
Esta expansión repentina evapora la fracción ligera de crudo hacia la parte superior de la columna, llamada "sección de separación". Una segunda fracción, más pesada, se condensa en forma líquida y cae hacia abajo a la parte inferior de la columna llamada "sección de agotamiento" en la parte inferior de la columna.
Para que se realice el intercambio de materia, base de todo fraccionamiento por destilación, los vapores ascendentes deben ponerse en contacto con la fracción líquida descendente circulando a contra corriente en la columna.
Para este propósito, una parte del líquido obtenido en la parte superior de la columna por condensación de vapores se vuelve a inyectar de nuevo como reflujo en la cabecera de la columna. Su vaporización gradual provoca la condensación de un número sustancialmente igual de moléculas (componentes) más pesadas que vuelven hacia las bandejas inmediatamente inferiores.
Por transferencia de calor y masa los vapores ascendentes enriquecen el líquido descendente con los componentes pesados. El vapor que se eleva hacia las placas superiores absorbe, por el contrario, todos los componentes ligeros y la concentración del mismo es cada vez más alta en esta fase.
Se establece de esta manera en la columna y de arriba abajo un gradiente de temperatura creciente, que es de 110 °C en la parte superior de la columna hasta alcanzar 350 °C en la parte baja de la columna. El intercambio de materia entre el vapor y el líquido se llama la relación de reflujo.
Cuanto más elevada es la "relación de reflujo", mejor es la separación de los diferentes productos. Esta tasa suele estar alrededor de 7 en la columna atmosférica.
Mediante corrientes laterales, situadas en los lugares adecuados en la parte alta de la columna, se recoge en la cabeza de la columna la fracción más ligera que contiene gas licuado y nafta, el queroseno un poco más bajo, gasóleo ligero, gasóleo pesado y medio y finalmente el residuo atmosférico.
Las fracciones lateralmente retiradas son sometidas además a un fraccionamiento complementario llamado "stripping" en columnas anexas llamadas "strippers" para eliminar las fracciones ligeras aún disueltas. Esto se realiza mediante la inyección de vapor de agua, a contra corriente.
El residuo se puede utilizar directamente en la producción de combustible pesado comercial o sometido a una destilación adicional conocida como destilación al vacío.
Por supuesto, todas estas fracciones que acabamos de extraer atmosférica resultado de la separación de columna de destilación primaria y todas serán utilizadas como materias primas para el suministro a otras unidades de procesamiento de la refinería.
La columna de destilación en sí, de forma cilíndrica, está formada por bandejas perforadas provistas de orificios, tapas y válvulas. Estas bandejas se colocan una encima de la otra. En general, el número de bandejas es de cuarenta (entre 30 y 50 dependiendo de la gama de crudos que se quieren tratar en ella). La columna tiene una entrada, que se encuentra ligeramente por encima de la parte inferior de la columna, para la llegada del crudo a tratar. Por otra parte, esta columna tiene diferentes salidas para extraer los diferentes productos durante la destilación.
La ubicación de la entrada de crudo y la ubicación de las fracciones a extraer no están hechas al azar, sino calculadas para que la columna sea capaz de procesar una variedad de crudos diferentes calidades.
Para la extracción de los diferentes productos, en la cabeza de la columna se encuentra la salida de gases y de productos ligeros que forman la nafta. En los lado de la columna, y de arriba abajo se encuentran las bocas de extracción:
- de queroseno,
- de gasóleo ligero,
- de gasóleo medio,
- de gasóleo pesado,

y en el fondo de la columna la salida
- del residuo atmosférico.

Después de este tratamiento preliminar, todas las fracciones retiradas serán utilizados como material de relleno (materiales de alimentación) para la alimentación de otras unidades de procesamiento posteriores. Vamos a examinar estas unidades a partir de la fracción más ligera, es decir, la obtenida en la parte superior de la columna de destilación atmosférica.

#### Tratamiento de la fracción nafta

##### Hidrotratamiento
La fracción nafta, salida de la parte alta de la columna contiene una mezcla de todos los gases y de nafta total (punto de ebullición final (PF) 180 °C o 150 °C si los requisitos de queroseno son altos).
Antes de la separación en diferentes porciones más pequeñas, se pasa la nafta por una unidad de hidrotratamiento para eliminar todo el azufre que contiene.
Esta unidad consta de un bucle de carga de hidrógeno, presurizado por un compresor a través de una reactor que contiene un catalizador. Esto facilita la transformación de los compuestos de azufre en sulfuro de hidrógeno (H 2 S), más fáciles de evacuar. La reacción consume hidrógeno por lo que se realiza constantemente una aportación de este, por lo general desde la unidad de reformado catalítico que produce hidrógeno. La gasolina y el sulfuro de hidrógeno formado se separa en sucesivos separadores de bolas, en un proceso en el que se extrae un gas rico en hidrógeno enviado a través del bucle y un gas rico en sulfuro de hidrógeno. A continuación, la gasolina es strippée: de este modo se libera del sulfuro de hidrógeno que se separa en la parte superior del separador como gases ácidos tratados en unidades de aminas.
Este concepto del circuito de reacción es idéntico a las unidades HDS de gasóleo.
De hecho, el azufre es un producto altamente corrosivo y los catalizadores contenidos en otras unidades son atacados y se vuelven inactivos al paso de productos que contienen azufre. Por otra parte, los otros productos comerciales extraídos de esta nafta, tales como el propano o el butano no deben contener azufre o compuestos sulfurados.
Además, antes del fraccionamiento de la nafta en más cadenas menores, se elimina el azufre contenido en esta fracción, combinándolo con hidrógeno para formar sulfuro de hidrógeno de fórmula H2S, que se lleva a una planta Claus para producir azufre líquido. También se puede mantener el corte total de nafta, sin hacer nuevas divisiones y utilizarlo como materia prima para la planta de craqueo a vapor.
El hidrógeno utilizado proviene de la unidad de reformado catalítico.

##### Estabilizador de nafta
La fracción de nafta total después del hidrotratamiento y de eliminar su azufre se envía como alimentación a un estabilizador (o fraccionador). Esta columna funciona a una relación de reflujo muy alta bajo una presión del orden de 5 a 10 bar con el fin de eliminar todo el gas y ajustar la presión de vapor de la fracción de nafta. A la salida de esta unidad, todos los gases de C4 (es decir, butano y todos los gases más ligeros que este) se envían a la "planta de gas" para el tratamiento.
En el estabilizador (también conocido como desbutanizador) la nafta se separa en dos fracciones: nafta ligera y nafta pesada. La primera tiene un punto de ebullición final de 80 °C (o 100 °C) y la segunda puede tener un punto final de destilación de 150 C o 180 °C según que se busque queroseno corto o queroseno largo.
De hecho, si se necesita fabricar una gran cantidad de queroseno, en este caso, se corta la nafta a 150 °C, en caso contrario, el punto final de destilación se fija a 180 °C y, a veces incluso a 185-190 °C.
La nafta ligera se envía para su almacenamiento como base de mezcla (o blendstock en inglés) para su uso posterior en la fabricación de combustibles.
La nafta pesada se envía como materia prima para alimentar la unidad de "reformado catalítico. "
Cabe señalar aquí que la nafta ligera, pesada y total estabilizadas también se puede enviar en carga (líquido o vapor) al craqueo por vapor.

#### Tratamiento de la fracción queroseno

##### Hidrotratamiento
Dependiendo de las necesidades del momento, el refinador puede establecer el punto inicial de corte de queroseno en 150 °C o 180 °C. El punto de ebullición final de esta sección es generalmente de 225 °C pero también puede llegar a 250 °C. Si este corte proviene de un crudo MBTS (muy bajo contenido de azufre), no es necesario su tratamiento. Si se trata de un crudo que contiene azufre, se envía la fracción a la unidad de hidrotratamiento para eliminar el azufre que contenga. Este último, en presencia de hidrógeno se transforma en sulfuro de hidrógeno que será enviado a la red de gas Rico en H2S y enviado en carga a una planta Claus (de seguridad para con el medio ambiente).

##### Tratamiento de ablandamiento (por ejemplo: unidad Merox)
Otro método para la eliminación de compuestos de azufre contenidos en el queroseno es mediante el procesado en una unidad de ablandamiento (sweetening) como laMEROX, un tratamiento con sosa (hidróxido de sodio). Este método solo se utiliza para fracciones que contienen pocos productos sulfurados especialmente mercaptanos. En este método, a diferencia del hidrotratamiento, no se elimina el azufre contenido en la fracción, sino que se transforma. Los corrosivos mercaptanos se convierten en disulfuros no corrosivos. Estos no se eliminan y permanecen en la fracción, pero no tienen actividad corrosiva. La MEROX extractiva, variante del proceso MEROX, puede eliminar el disulfuro formado.
El queroseno, despojado de azufre, se envía al almacenamiento para su uso en la fabricación de JET A-1, combustible para aviones.
Las especificaciones técnicas del JET A-1 son bastante severas, especialmente desde el punto de vista de la congelación, que tiene que estar por debajo del nivel de contenido en azufre del producto. Las normas internacionales para el punto de congelación del JET A-1 son de -47 °C. De hecho, a 11 000 metros de altitud, la temperatura exterior puede bajar a -65 °C, y uno puede imaginar fácilmente las consecuencias para un vuelo si el combustible se congela en los depósitos.

#### Hidrodesulfurización de la fracción de gasóleo
El gasóleo (ligero o medio) de la destilación atmosférica, si procede de un crudo SELV se envía tal cual al almacenamiento de productos intermedios que se utilizarán para diferentes mezclas.
En cambio, si se trata de un crudo ácido (MTS HTS), debe pasar a la hidrodesulfuración para quitarle el azufre. Como en el hidrotratamiento, la hidrodesulfuración es un tratamiento a base de hidrógeno en presencia de un catalizador para convertir el contenido de azufre del gasóleo en sulfuro de hidrógeno (H2S) y este gas se envía a una unidad de absorción de aminas. En ella, el H2S se lava a la DEA en un absorbedor. El gas lavado se envía a la red de gas combustible de la refinería, la DEA cargada de H2S se trata con un regenerador: allí se destila y el H2S se recupera en la cabeza de la columna. Se envía a una "planta de azufre", basada en el proceso de Claus para producir azufre líquido. El endurecimiento de la legislación sobre las emisiones a la atmósfera obliga a la instalación de un procesamiento adicional en las plantas de azufre, el TGT (tratamiento de gas de cola), lo que amplía aún más la conversión de H2S y mejora la calidad de las emisiones.

#### La destilación al vacío
En el fondo de la columna de destilación atmosférica queda un residuo cuyo punto inicial es de 380 °C (a veces el PI está entre 390-400 °C). Como se dijo al principio, mientras que el objetivo de refinado se dirige a la transformación, por diversos métodos, de los componentes de los hidrocarburos de cadena larga en componentes de cadenas cortas que contengan un número de carbonos, si es posible, de alrededor de C8-C10 . Es así para obtener el máximo de fracciones ligeras que tienen valores comerciales altos.
En Estados Unidos, la mayoría de las refinerías tienen este objetivo, fabricar el máximo de gasolina y Jet A1, ya que las necesidades del mercado estadounidense de estos dos productos son enormes.
Así, la destilación al vacío es un primer paso que tiende a avanzar hacia este objetivo.
El residuo atmosférico se envía como material de alimentación a la entrada de la columna de vacío. De hecho, todos los componentes de los hidrocarburos que no pueden ser extraídos en la columna atmosférica sin sufrir el fenómeno del craqueo térmico, debido a su muy alto punto de ebullición a presión atmosférica, aquí se destilan bajo un vacío relativo. La columna de vacío comprende solamente de 8 a 20 bandejas o empaquetadoras (o una alternancia de las dos), operando a una presión del orden de 40 mm de Hg (mercurio) (la presión atmosférica es igual a 760 mm e Hg).
Allí la vaporización del material de alimentación se ve favorecida por la inyección de vapor y se crea el vacío usando una serie de eyectores de vapor.
Así se pueden extraer a la salida de la columna de vacío:
- Gasóleo bajo vacío
- Destilado ligero bajo vacío
- Destilado pesado bajo vacío,
- Residuo bajo vacío.

Las dos primeras fracciones se pueden utilizar como suplementos en varias mezclas de productos acabados, y también como cargas para una unidad de craqueo catalítico (por ejemplo, el FCC (  Fluid Catalytic Cracking )). En cuanto al residuo de vacío servirá como carga al viscorreductor. Aquí hay que señalar que también se puede enviar el residuo atmosférico como carga al viscorreductor si este es demasiado viscoso.

### Conversión

#### Alquilación
La alquilación es un proceso que sintetiza las parafinas ramificadas a partir del isobutano (C4H10) y de olefinas ligeras (buteno: C4H8) para obtener componentes de combustibles de alto octanaje. Esta operación es lo contrario del craqueo. La reacción se realiza en fase líquida en presencia de un catalizador que puede ser ácido sulfúrico ( H2SO4) o ácido fluorhídrico (HF). El compuesto resultante se conoce como alquilato (trimetilpentano) en la jerga del petróleo y que entra en la composición de las gasolinas.

#### Isomerización
La isomerización es una operación que transforma una parafina lineal en parafina isómera con el fin de aumentar el número de octanos. La carga de una unidad de isomerización es nafta ligera (C5-C6). El compuesto resultante se designa con el nombre de isomerizado en la jerga del petróleo, y también entra en la composición de las gasolinas.

#### Reformado catalítico
El reformado catalítico tiene como objetivo transformar constituyentes aromáticos nafténicos en constituyentes con alto octanaje que sirva para la mezcla en gasolinas.
La unidad de reformado consiste esencialmente en una serie de tres reactores que contienen el catalizador y un fraccionador para la separación de los diferentes productos a la salida de los reactores. Este catalizador es muy sensible a la presencia de compuestos de azufre y nitrógeno, así el material de alimentación de reformado debe estar libre de azufre y de nitrógeno y sus derivados.
La reacción transcurre a baja presión (<10 bar) y una temperatura elevada del orden de 550 °C con la producción de hidrógeno a partir de moléculas nafténicas. Esta es una reacción endotérmica. De hecho, los enlaces en las moléculas de hidrógeno nafténicos se abren y la liberación y estas moléculas da lugar a moléculas aromáticas principalmente benceno. El benceno es un hidrocarburo aromático cuya molécula tiene forma hexagonal con 3 dobles enlaces y cuya fórmula química es C6H6.

Reacción de deshidrogenación

En esta unidad se obtiene benceno por deshidrogenación parcial de ciclohexano (C6 H12). (Al lado la representación de la reacción de deshidrogenación en general en los reactores en presencia de un catalizador.
La carga de la unidad puede venir de varias unidades tales como naftas pesadas de la destilación atmosférica después de pasar hidrotratamiento o bien del hidrocraqueo.
A la salida del fraccionador aparecen los siguientes productos:
- Hidrógeno
- Gas combustible
- Fracción propano / butano
- Fracción pentano
- Reformato, que entra en la composición de las gasolinas

El hidrógeno se utiliza para hidrotratamiento y para hidrodesulfuración, el gas combustible se envía a la red de gas combustible, la fracción C3 / C4 se envía como carga a la planta de gas, la fracción pentano, y el reformado se envían al almacenamiento como base para las mezclas de carburante.

#### Craqueo catalítico en lecho fluido
El craqueo catalítico en lecho fluido es un proceso de refinado que está diseñado para transformar, en presencia de un catalizador, las fracciones de hidrocarburos de cadena larga y pesadas en fracciones ligeras listas para ser utilizadas en la fabricación de combustible. Como siempre, el objetivo es la obtención de productos de alto valor de mercado.
En presencia de un catalizador, a alta temperatura (450 - 550 °C) y a la presión atmosférica, se rompen las moléculas grandes de los hidrocarburos en moléculas más pequeñas que tienen un alto índice de octano.
Los primeros catalizadores estaban constituidos por sílice-alúmina cuyo carácter ácido activa la rotura del enlace entre los átomos de carbono. Estos catalizadores se han mejorado con la incorporación de tamices moleculares y de tierras raras. Así, las operaciones de craqueo pueden llevarse a cabo a una temperatura inferior a la presión normal. Los depósitos de coque son un problema técnico importante, ya que requieren la regeneración constante del catalizador.
El proceso industrial más utilizado, procede de los Estados Unidos, es la FCC ( Fluid Catalytic Cracking   1 ). Se basa en la utilización de un lecho fluido como catalizador. El catalizador, que tiene un tamaño de partícula de aproximadamente 50 micras, se coloca en suspensión en la carga, la cual, después del precalentamiento, se inyecta en el reactor en forma gaseosa.
El efluente, liberado de las unidades de catalizador por medio de un "ciclón" se envían a la columna de fraccionamiento. Aquí, por este método, el catalizador fluye de manera continua, hacia el regenerador en el que se insufla el aire de combustión, que luego vuelve al reactor. Por esta razón es llamado Fluid Catalytic Cracking.
Las cargas que alimentan la FCC proceden de la destilación al vacío, son los destilados ligeros y pesados de vacío. Tras el paso de las cargas en los reactores todos los productos pasan por un fraccionador y a la entrada y a la salida se pueden recoger los siguientes productos:
- El gas combustible que se dirige a la red de gas combustible,
- La fracción C3 / C4 a tratar en la planta de gas, esta sección contiene una gran cantidad de olefinas tales como los butenos.
- La gasolina total de FCC que, después de la desulfuración, se utilizará en la fabricación de los combustibles,
- El gasóleo ligero de FCC que será utilizado para la fabricación de diésel para automóviles o combustible para calefacción,
- Diésel pesado de FCC que se utiliza en la fabricación de fueloil.

 (1) Nombre comercial , por lo tanto, no traducible en español
A partir de los gases craqueados que contienen una gran cantidad de olefinas, se puede, por alquilación (polimerización), realizar la síntesis de gasolinas de alto octanaje.

#### Hidrocraqueo
El hidrocraqueo es un procedimiento para convertir los destilados de petróleo pesados en fracciones ligeros de alto valor de mercado. Este método se implementa bajo una alta temperatura del orden de 250 = 450 °C y una fuerte presión de hidrógeno (entre 50 y 150 bar) en presencia de un catalizador en un lecho fijo.
A esta temperatura, se craquean las moléculas largas y aparecen moléculas de olefinas. Pero en presencia de hidrógeno a alta presión, la hidrogenación de estos olefina es parcial y también se forman compuestos aromáticos. Los compuestos pesados intermedios son responsables de la formación del coque. Cabe señalar también que con este proceso, el consumo de hidrógeno es bastante grande, del orden de 200 a 700 m3 de H2/m 3 por carga.
El proceso industrial utilizado más comúnmente proviene de los Estados Unidos, es el hidrocraqueo de Chevron.
Las cargas utilizadas en este proceso son destilados ligeros y pesados al vacío y el destilado pesado Visbreaker.
Los efluentes de la unidad después del fraccionamiento son:
- el gas combustible dirigido a la red de gas combustible,
- la fracción C3 / C4,
- nafta ligera utilizada para las mezclas de combustible,
- la nafta pesada que se utiliza como material de carga para el reformador,
- el queroseno para la mezcla kero,
- el gasóleo para la mezcla de combustible diésel,
- el residuo para la mezcla de fueloil

Diferencias entre el craqueo catalítico en lecho fluido y el hidrocraqueo.
El craqueo catalítico en lecho fluido elimina el carbono de la carga craqueada y da principalmente gasolina y olefinas (propileno, butileno), interesantes para la industria química.
El hidrocraqueo añade hidrógeno a la carga craqueada mientras se elimina el azufre y da principalmente diésel para motores diésel y queroseno para aviones.
El hidrocraqueo produce gases de efecto invernadero indirectamente durante la producción de hidrógeno a partir de gas natural en una Steam Methane Reforming. El craqueo catalítico en lecho fluido emite gases de efecto invernadero durante la regeneración del catalizador mediante combustión del coque depositado sobre el mismo.
El craqueo catalítico en lecho fluido utiliza un catalizador en un lecho circulante mientras que el hidrocraqueo se realiza en un lecho fijo.
El hidrocraqueo debe ser detenido para renovar el catalizador a diferencia del craqueo catalítico en lecho fluido.
A diferencia del hidrocraqueo, el modo de uso de un catalizador de lecho fluido en el Craqueo catalítico permite regenerar el catalizador y permite al craqueo catalítico en lecho fluido hacer una conversión profunda y una valorización de los residuos atmosféricos, nombre dado a los vapores del fondo de la torre de destilación atmosférica.
|  |

## Partes
1-Chimenea: conducto por el cual se permite la salida a la atmósfera libre de gases resultantes de una combustión.
2-Tanque de Gasolina refinada: es el tanque usado para guardar y/o preservar el Gasolina o gasoil refinado.
3-Columna de fraccionamiento: estructura de metal que permite realizar la destilación fraccionada.
4-Tanque de Diésel refinado: es el tanque usado para guardar y/o preservar el Diésel refinado.
5-Condensadores: son utilizados para refrigerar.
6-Ventiladores de tiro: su función es mantener la presión de la chimenea dentro de una estrecha banda en torno al punto de consigna para asegurar una combustión satisfactoria así como una operación segura.
7-Torre removedor de polvo: por cómo dice su nombre su función es no dejar que el polvo se almacene.
8-Precalentador: sirve para precalentar los fluidos o gases que estos son comúnmente precalentados en etapas, en lugar de tratar de calentarlos una sola etapa desde el ambiente hasta la temperatura final. El precalentamiento en etapas incrementa la eficiencia de la planta y minimiza el choque térmico de los componentes.
9-Torre recogedora de gas: su función es absorber los gases.
10-Tanque de lavado:
Su función es:
-Medición de fondo.
-Medición de vacío.
-Medición de agua.
-Medición de temperatura.

## Impactos ambientales de una refinería
Los impactos ambientales de una destilería de petróleo son el resultado, principalmente, de las emisiones gaseosas, descargas de afluentes, además de efectos visuales o estéticos.
Las emisiones gaseosas constituyen los impactos ambientales más difíciles de controlar y están constituidas por partículas, hidrocarburos gaseosos, monóxido de carbono, compuestos de azufre (SOx) y compuestos de nitrógeno (NOx). Estas emanaciones nocivas pueden afectar a las áreas vecinas a la refinería.
Los efluentes líquidos de las refinerías son conducidos a plantas de tratamiento de aguas residuales: aceites, grasas, amoníaco, compuestos fenólicos, sulfuros, ácidos orgánicos, cromo y otros metales. Estos contaminantes están expresados en términos de su demanda biológica de oxígeno (DBO5), demanda química de oxígeno (DQO) y el Carbono orgánico total (COT).
Las refinerías generan grandes cantidades de residuos sólidos; los principales son los catalizadores gastados, los finos de coque, los sulfuros de hierro, los medios filtrantes, y los diferentes lodos (de la limpieza de los tanques, separadores de aceite y agua y sistemas de tratamiento de las aguas servidas).
El fuerte ruido es característico de la operación de destilería. Las fuentes de ruido son los equipos mecánicos de alta velocidad, las válvulas de control, los sistemas de tubería, turbinas y motores, mecheros, intercambiadores de calor con enfriamiento por aire, ventiladores y torres de enfriamiento.